# Kostel svaté Maří Magdalény (Kunčice pod Ondřejníkem)
Kostel svaté Maří Magdalény v Kunčicích pod Ondřejníkem je římskokatolický farní chrám zasvěcený svaté Maří Magdaléně. Jedná se o mohutnou jednolodní stavbu, zakončenou půlkruhovým presbyteriem, jenž má průčelí je vestavěnou mohutnou hranolovou věž. Fasáda je klasicistně strohá, ostře kontrastující s bohatě vyzdobeným vnitřkem. Kostelu předcházel dřevěný kostel stejného zasvěcení.